# Tam Tam Āb
Tam Tam Āb (persiska: تم تمو, Tam Tamū, Tom Tomū, تم تم آب) är en ort i Iran.   Den ligger i provinsen Ilam, i den västra delen av landet, 500 km sydväst om huvudstaden Teheran. Tam Tam Āb ligger 248 meter över havet och antalet invånare är 354.
Terrängen runt Tam Tam Āb är platt åt sydväst, men åt nordost är den kuperad. Runt Tam Tam Āb är det glesbefolkat, med 10 invånare per kvadratkilometer. Närmaste större samhälle är Dehlorān, 8,8 km sydost om Tam Tam Āb. Trakten runt Tam Tam Āb är ofruktbar med lite eller ingen växtlighet.